# اچ‌تی‌سی دیزایر اچ‌دی
اچ‌تی‌سی دیزایر اچ‌دی (به انگلیسی: HTC Desire HD) یک گوشی تلفن هوشمند است که توسط کمپانی اچ‌تی‌سی در روز ۱۵ سپتامبر ۲۰۱۰ در لندن رونمایی شد.

## سخت‌افزار
این گوشی دارای طرح بدنهٔ آلومینیومی به همراه قابلیت اچ‌تی‌سی سِنس است، در پشت گوشی دو درب پوشش پلاستیکی یکی برای باتری و دیگری برای ورودی سیم‌کارت و کارت حافظه است، در پشت گوشی یک دوربین ۸ مگاپیکسلی به‌همراه فلاش دوگانهٔ ال‌ای‌دی وجود دارد. در جلوی گوشی هم یک نمایشگر با رزولیشن WVGA (۸۰۰×۴۸۰ پیکسل) در اندازهٔ ۴٬۳ اینچ است. در این گوشی دارای سیستم عامل اندروید از یک پردازندهٔ ۱ گیگاهرتزی MSM8255 Scorpion استفاده شده‌است، این گوشی دارای ۷۶۸ مگابایت حافظهٔ رم و ۱٬۵ گیگابایت حافظهٔ فلاش و یک پورت کارت حافظهٔ میکرو اس‌دی با قابلیت ارتقاء تا ۳۲ گیگابیات است.